# Grb Istočnog Timora
Grb Istočnog Timora uveden je 18. siječnja 2007. Sastoji se od štita oko kojeg je krug s natpisom "REPÚBLICA DEMOCRÁTICA DE TIMOR-LESTE" (Demokratska Republika Istočni Timor) i skraćenica za isti natpis "RDTL". Ispod štita je traka s natpisom "Unidade, Acção, Progresso" (Jedinstvo, Akcija, Napredak).

## Također pogledajte
- Zastava Istočnog Timora